# André Couder
André Joseph Alexandre Couder (* 27. November 1897 in Alençon; † 16. Januar 1979 in Paris) war ein französischer Optiker und Astronom. Er arbeitete ab 1925 am Pariser Observatorium im optischen Labor, welches er ab 1926 leitete. Er entwickelte 1926 das nach ihm benannte Couder-Teleskop. Von 1952 bis 1958 war er Präsident der Kommission für astronomische Instrumentation und Vize-Präsident der Internationalen Astronomischen Union. 1953 erhielt er den Jules-Janssen-Preis. 1954 wurde er Mitglied der Académie des sciences in Paris. Die Académie royale des Sciences, des Lettres et des Beaux-Arts de Belgique nahm ihn 1961 als assoziiertes Mitglied auf. 1985 wurde ein Mondkrater nach ihm benannt.

## Schriften
Zusammen mit André Danjon verfasste er das umfassende Werk über Teleskope:
- Lunettes et télescopes : Théorie, conditions d'emploi, description, réglage, histoire (franz.)